# Pertti Kekarainen
Pertti Kekarainen, född 4 juli 1965 i Uleåborg, död 18 juli 2021 i Helsingfors, var en finländsk bildkonstnär. 
Kekarainen studerade vid Konstindustriella högskolan 1984–1985, Bildkonstakademin 1985–1989 och De Vrije Academie van Beeldenden Kunsten i Haag 1989–1990. Han utbildade sig till både målare och skulptör, men hans bildkonst bestod sedan början av 1990-talet i hög grad av fotokonst och videoinstallationer. I dem skildrade han i förtätad form vardagsmiljöer på gränsen mellan realism och abstraktion, till exempel i serien Density som han presenterade 1997. Han utförde Finlands hittills (2000) största fyrdelade fotokonstverk (82 kvadratmeter), som finns i entréhallen till Mediecentret Lume (Konstindustriella högskolan). Han utförde även en tredimensionell installation för Karolinska sjukhuset i Stockholm. Som målare framträdde han med abstrakta arbeten.